# 載遷
奉恩鎮國公載遷（1849年7月29日—1899年2月19日），愛新覺羅氏，貝子奕緒第二子，母妾魏氏，其父為魏昌平，循郡王系第四代。
他在道光二十九年六月（1849年）出生，咸豐八年十月（1858年）接替父親成為循郡王第四代，但因為循郡王並非世襲罔替的爵位，因此他的封爵只是奉恩鎮國公。
光緒二十五年正月（1899年）他去世，虛齡五十一岁，由長子溥葵襲封循郡王系第五代，不過需遞降為奉恩輔國公襲封。